# Ямбольский безистен
Ямбольский безистен (болг. Ямболски безистен) — крытый рынок в османском стиле, построенный в XVI веке в болгарском Ямболе. Представляет собой одно из наиболее массивных строений города и является одним из двух подобных сооружений во всей Болгарии (второй безистен расположен в Шумене). В 1972 году был объявлен памятником культуры национального значения.

## История
Здание крытого рынка в центре Ямбола было построено примерно в 1905—1910 годах во времена вхождения Болгарии в состав Османской империи. Путешественник Эвлия Челеби, побывав в городе в 1667 году, позже писал об архитектуре и месте рынка в хозяйственной жизни города следующее: 
В нём есть солидно построенный крытый рынок с четырьмя железными воротами. Подобного оживления и так хорошо украшенного места нет ни в одной другой стране. Все ценные вещи в нём находятся в изобилии и продаются за гроши…
В период Русско-турецкой войны 1877—1878 годов Ямбол являлся одной из важнейших тыловых точек Российской империи, а безистен при этом служил складом провианта. При отступлении турецкие войска подожгли здание, однако благодаря своим массивным стенам оно выстояло.
Крыша рынка, имеющая полусферические купола, изначально была обшита свинцовыми листами. Спустя несколько лет после освобождения Болгарии от османской зависимости свинцовую обшивку кровли заменили на черепицу, а ещё спустя полвека сделали жестяную кровлю.
При строительстве здания безистена по сторонам его стен было создано 12 сводчатых лавок, в которых располагались 32 торговца, а их места разделялись деревянными перегородками. Сами своды были украшены росписью жёлтых цветов с синими листьями. В 1927 году была произведена частичная внутренняя перестройка, в результате которой к основному зданию рынка были пристроены дополнительные помещения. В 1970–1973 годах была проведена реставрация здания в соответствии с изначальным обликом рынка, при этом оно было приспособлено к использованию в условиях современного города.
В 1972 году Ямбольский безистен был объявлен культурным памятником. В настоящее время в нём располагаются не только торговые площади, но также музей и сцена: благодаря хорошей акустике в нём проводят также концерты и показываются театральные постановки.